# La Guerre sans magie
La Guerre sans magie est le 27e tome de la série de bande dessinée Mélusine. Il est paru le 26 avril 2019.

## Synopsis
La guerre entre les sorciers et les fées, dont l'album précédent, En rose et noir, dévoile l'origine, fait rage lorsque les pouvoirs magiques des protagonistes disparaissent soudainement. En absence de magie, les fantômes prennent le contrôle du pays et capturent les parents de Mélusine.